# Saint-Laurent-de-Lin
Saint-Laurent-de-Lin là một xã của tỉnh Indre-et-Loire, thuộc vùng Centre-Val de Loire, miền trung nước Pháp.